# Acaena × cunctatrix
Acaena × cunctatrix é uma espécie híbrida de rosácea do gênero Acaena, pertencente à família Rosaceae.